# Emblyna lina
Emblyna lina là một loài nhện trong họ Dictynidae.
Loài này thuộc chi Emblyna. Emblyna lina được Willis J. Gertsch miêu tả năm 1946.